# Bilbao Abando
Bilbao Abando – stacja kolejowa w Bilbao, w Baskonii, w Hiszpanii. Stacja posiada 5 peronów.